# Coda (음반)
| 평가 점수                        | 평가 점수 |
| 출처                             | 점수      |
| -------------------------------- | --------- |
| AllMusic                         | [ 1 ]     |
| Classic Rock                     | 7/10      |
| Collector's Guide to Heavy Metal | 8/10      |
| The Daily Telegraph              | [ 4 ]     |
| MusicHound Rock                  | 3/5       |
| Rolling Stone                    | [ 6 ]     |
| The Rolling Stone Album Guide    | [ 7 ]     |
| The Village Voice                | B+        |

《Coda》는 영국의 하드 록 밴드 레드 제플린의 컴필레이션 음반이다.  이 음반은 레드 제플린의 12년 경력 동안 다양한 세션에서 사용되지 않은 곡들을 모은 것이다. 1982년 11월 19일, 드러머 존 본햄의 죽음으로 공식적으로 해체된 지 1년 만에 발매되었다. 따라서 본체를 따라 음악 작품을 끝내는 구절을 뜻하는 "코다"라는 단어가 제목으로 선택되었다.

## 배경
밴드를 위한 다섯 번째 스완 송 레코드 음반인 《Coda》는 애틀랜틱 레코드에 대한 계약상의 약속을 기리고 이전에 벌어들인 돈에 대한 세금 요구를 다루기 위해 발매되었다. 그것은 1960년대와 1970년대의 다양한 스튜디오 세션에서 남겨진 거의 모든 트랙을 없앴다. 이 음반은 레드 제플린의 12년 역사에 걸쳐 있는 8곡의 음반이다. 애틀랜틱은 스완 송이 이 밴드의 마지막 스튜디오 음반을 제작했기 때문에 이 음반을 스튜디오 음반으로 간주했다. 마틴 포포프에 따르면 "지미 페이지가 〈We're Gonna Groove〉를 스튜디오 트랙, 〈I Can't Quit You Baby〉를 리허설 트랙이라고 부른 것은 스완 송이 애틀랜틱에 스튜디오 음반을 한 장 더 내었기 때문이라는 추측이 있다"고 한다.
기타리스트 지미 페이지는 음반 발매에 대한 추론의 일부는 팬들에 의해 계속 유포되고 있는 비공식 레드 제플린 음반의 인기와 관련이 있다고 설명했다. "《Coda》는 기본적으로 너무 많은 해적판이 있었기 때문에 방출되었습니다. 우리는 생각했습니다. 그렇게 많은 관심이 있다면, 나머지 스튜디오의 물건들을 내놓는 게 낫겠군요." 존 폴 존스가 회상했듯이 "그것들은 좋은 노래였어요. 펑크가 일어날 즈음에 녹음된 게 많았어요... 레드 제플린 트랙이 많이 나오지 않았어요. 우리는 모든 것을 사용했어요."라고 말했다.

## 커버 아트
이 음반 커버는 다섯 번째 음반 커버인 힙노시스가 디자인했으며, 이 커버는 레드 제플린을 위해 디자인된 디자인 그룹이다. 이 음반은 1983년에 해체되기 전에 디자인된 마지막 음반이기도 하다. CODA의 4개의 주요 문자는 1978년 버나드 알룸이 디자인한 "Neon(네온)"이라고 불리는 알파벳 서체 디자인에서 왔다.

## 곡 목록
| #  | 제목                      | 작사·작곡                  | 재생 시간 |
| -- | ------------------------- | -------------------------- | --------- |
| 1. | 〈We're Gonna Groove〉    | 제임스 베디아, 벤 E. 킹    | 2:37      |
| 2. | 〈Poor Tom〉              | 지미 페이지, 로버트 플랜트 | 3:02      |
| 3. | 〈I Can't Quit You Baby〉 | 윌리 딕슨                  | 4:18      |
| 4. | 〈Walter's Walk〉         | 페이지, 플랜트             | 4:31      |

| #  | 제목                    | 작사·작곡                           | 재생 시간 |
| -- | ----------------------- | ----------------------------------- | --------- |
| 1. | 〈Ozone Baby〉          | 페이지, 플랜트                      | 3:36      |
| 2. | 〈Darlene〉             | 존 본햄, 존 폴 존스, 페이지, 플랜트 | 5:06      |
| 3. | 〈Bonzo's Montreux〉    | 본햄                                | 4:22      |
| 4. | 〈Wearing and Tearing〉 | 페이지, 플랜트                      | 5:27      |

## 인증
| 국가                       | 인증        | 판매량/출하량 |
| -------------------------- | ----------- | ------------- |
| 라트비아 (LaMPA)           | 2× 플래티넘 | 16,000*       |
| 영국 (BPI)                 | 실버        | 60,000^       |
| 미국 (RIAA)                | 플래티넘    | 1,000,000^    |
| ^출하량을 기반으로 한 인증 |             |               |